# Pietracatella
Pietracatella község (comune) Olaszország Molise régiójában, Campobasso megyében.

## Fekvése
A megye délkeleti részén fekszik. Határai: Gambatesa, Jelsi, Macchia Valfortore, Monacilioni, Riccia és Toro.

## Története
A település két kisebb falu (Catella és Petra) egyesítésével jött létre. Ezek története a 11. századra vezethető vissza. A következő századokban nemesi birtok volt. A 19. században nyerte el önállóságát, amikor a Nápolyi Királyságban felszámolták a feudalizmust. 1811-ig Capitanatához tartoztak, ezt követően csatolták Moliséhez.

## Népessége
A népesség számának alakulása:

## Főbb látnivalói
- San Giovanni Battista-templom
- San Giacomo Apostolo-templom